# Santa Àgata (Clariana de Cardener)
Santa Àgata és una església al municipi de Clariana de Cardener (Solsonès) que data del segle x i que forma part de la diòcesi de Solsona. Està inclosa dins la llista del patrimoni arquitectònic català.

## Situació
Es troba a la part central del terme municipal, al sud-est del nucli de Clariana. S'alça a la carena de llevant del turó de Flotats, entre la rasa del Rèvol i el Cardener. Des del punt quilomètric 66,6 de la carretera C-55 (de Manresa a Solsona), que passa pel peu del turó, una pista hi puja en 400 metres.

## Descripció

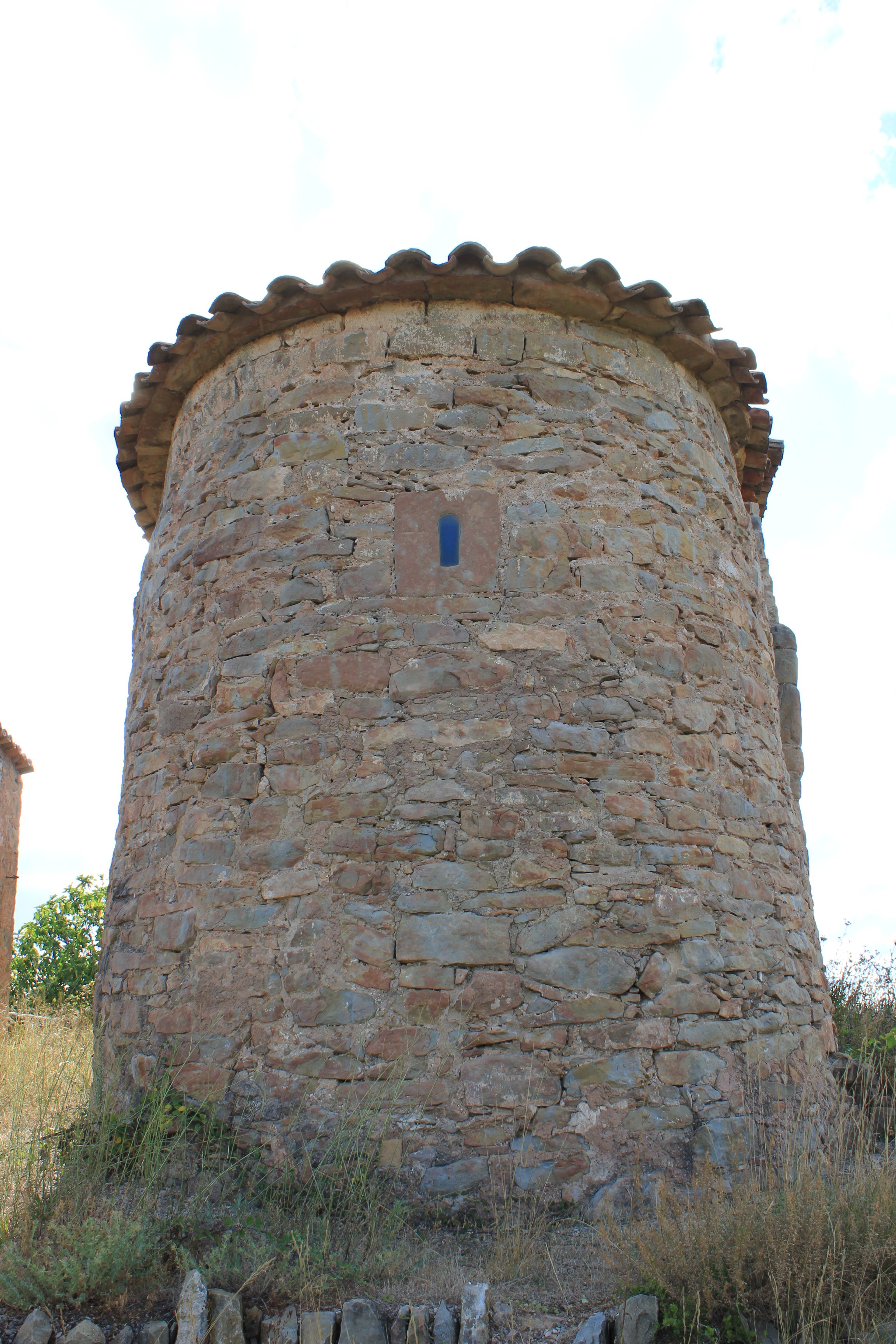
Absis

Església d'una nau de proporcions allargassades amb coberta de volta esquifada. L'absis, obert a la nau per un arc triomfal, és de planta semicircular ultrapassada. La porta original es trobava al mur de tramuntana, gairebé tocant la capçalera, i encara es pot veure tapiada. Era un arc de ferradura suau, fet de llosetes i sense galzes. Actualment la porta es troba al mur de migjorn i és d'arc de mig punt adovellat.
Exteriorment està cobert a dues aigües i té un campanar de cadireta.

## Història
Hi ha molt poques dades d'aquesta església. Formava part de la influència del castell de Cardona i dels vescomtes d'Osona. Malgrat l'edifici es pot datar del començament d'època romànica, la seva consagració va ser cap al segle xii.